# Børnenes Synd
Børnenes Synd er en dansk stumfilm fra 1917, der er instrueret af Holger-Madsen.

## Handling
Denne artikel mangler et handlingsreferat. Hjælp os med at skrive det.

## Medvirkende
- Charles Wilken - Anders Vejmand
- Marie Dinesen - Grehte, Anders Vejmands kone
- Hugo Bruun - Franz, Anders Vejmands søn
- Philip Bech - Lensgreve Lindorff
- Gudrun Bruun Stephensen - Lydia, lensgrevens datter
- Ingeborg Spangsfeldt - Mary, stuepige